# Amtshauptmannschaft Zittau
Die Amtshauptmannschaft Zittau war ein Verwaltungsbezirk im Königreich Sachsen und im späteren Freistaat Sachsen. Ihr Gebiet gehört heute zum Landkreis Görlitz in Sachsen und zum Powiat Zgorzelecki der polnischen Woiwodschaft Niederschlesien. Von 1939 bis 1952 hieß der Verwaltungsbezirk Landkreis Zittau.

## Geschichte
1874 wurden im Königreich Sachsen im Rahmen einer umfassenden Verwaltungsreform neue Kreishauptmannschaften und Amtshauptmannschaften eingerichtet. Aus den Gerichtsamtsbezirken Groß-Schönau, Ostritz, Reichenau und Zittau, die zuvor zur Amtshauptmannschaft Löbau in der Kreishauptmannschaft Bautzen gehört hatten, wurde die Amtshauptmannschaft Zittau gebildet. Die sächsischen Amtshauptmannschaften waren hinsichtlich ihrer Funktion und Größe vergleichbar mit einem Landkreis.
1915 wurde die Stadt Zittau als bezirksfreie Stadt aus der Amtshauptmannschaft ausgegliedert und 1939 wurde die Amtshauptmannschaft Zittau in Landkreis Zittau umbenannt. Nach dem Zweiten Weltkrieg wurde  das Kreisgebiet östlich der Lausitzer Neiße im Juli 1945 von der sowjetischen Besatzungsmacht unter polnische   Verwaltung gestellt. Der verbleibende Landkreis Zittau bestand noch bis zur Gebietsreform von 1952 in der DDR fort und wurde dann in verändertem Zuschnitt in den neuen Kreis Zittau überführt, der dem Bezirk Dresden zugeordnet wurde. Bereits 1946 war die Stadt Zittau wieder in den Landkreis eingegliedert worden.

## Amtshauptleute und Landräte
- 1874–1884 Johann Alfred von Zahn
- 1884–1895 Richard von Schlieben
- 1895–1911 Moritz Maximilian Freiherr von Beschwitz-Oderwitz[2]
- 1911–1918 Karl Rudolf Eduard von Watzdorf
- 1918–1924 Friedrich Wilhelm Richter
- 1925–1933 Hermann Kahmann
- 1933–1945 Kurt Berger

## Einwohnerentwicklung
| Jahr      | 1890    | 1900    | 1910    | 1925   | 1939   |
| --------- | ------- | ------- | ------- | ------ | ------ |
| Einwohner | 102.290 | 113.455 | 123.299 | 88.582 | 85.357 |

Die kreisfreie Stadt Zittau hatte 1939 37.924 Einwohner.

## Gemeinden

### 1910
Der Amtshauptmannschaft gehörten 1910 62 Kommunen, darunter 2 Städte und 60 Gemeinden, an. Einzelne selbständige Gutsbezirke waren gesondert aufgeführt, sind aber in den Einwohnerzahlen der umliegenden Gemeinden aufgeführt. Kursiv sind jene, die 1900 noch als Gemeinde gezählt wurden.
| Stadt                                 | Stadt                              | Einwohnerzahl | Gemeinde                                 | Gemeinde        | Einwohnerzahl | selbständiger Gutsbezirk (1. Dez. 1900) | Einwohner |
| ------------------------------------- | ---------------------------------- | ------------- | ---------------------------------------- | --------------- | ------------- | --------------------------------------- | --------- |
| AMTSHAUPTMANNSCHAFT gesamt: 123.299   |                                    |               |                                          |                 |               | selbständiger Gutsbezirk (1. Dez. 1900) | Einwohner |
| Städte                                | Städte                             | 41.005        | Gemeinden                                | Gemeinden       | 83.194        | selbständiger Gutsbezirk (1. Dez. 1900) | Einwohner |
| 1                                     | Zittau                             | 37.084        | 2                                        | Seifhennersdorf | 8.116         | Gutsbezirk Kloster Sankt Marienthal     | 156       |
| 8                                     | Ostritz                            | 3.021         | 3                                        | Großschönau     | 7.806         | Schloß Reibersdorf                      | 81        |
|                                       |                                    |               | 4                                        | Reichenau*      | 7.386         | Rittergut Hainewald                     | 68        |
| 5                                     | Olbersdorf                         | 5.463         | Vorwerk Grunau                           | 66              |               |                                         |           |
| 6                                     | Niederoderwitz                     | 3.770         | Rittergut Burkersdorf bei Ostritz        | 54              |               |                                         |           |
| 7                                     | Leutersdorf                        | 3.284         | Rittergut Althörnitz                     | 46              |               |                                         |           |
| 9                                     | Hainewalde                         | 2.695         | Rittergut Oberleutersdorf I              | 46              |               |                                         |           |
| 10                                    | Hirschfelde                        | 2.275         | Rittergut Oberullersdorf                 | 45              |               |                                         |           |
| 11                                    | Waltersdorf                        | 2.182         | Rittergut Gießmannsdorf                  | 44              |               |                                         |           |
| 12                                    | Spitzcunnersdorf                   | 2.104         | Stift Joachimstein                       | 41              |               |                                         |           |
| 13                                    | Bertsdorf                          | 2.055         | Rittergut Trattlau                       | 36              |               |                                         |           |
| 14                                    | Mittelherwigsdorf                  | 1.929         | Allodialgut Markersdorf                  | 31              |               |                                         |           |
| 15                                    | Oberseifersdorf                    | 1.683         | Rittergut Dornhennersdorf                | 27              |               |                                         |           |
| 16                                    | Jonsdorf                           | 1.426         | Vorwerk Drausendorf                      | 27              |               |                                         |           |
| 17                                    | Reibersdorf*                       | 1.417         | Rittergut Sommerau                       | 26              |               |                                         |           |
| 18                                    | Dittelsdorf                        | 1.460         | Rittergut Großporitzsch                  | 21              |               |                                         |           |
| 19                                    | Seitendorf (klösterlicher Anteil)* | 1.383         | Rittergut Türchau                        | 19              |               |                                         |           |
| 20                                    | Althörnitz                         | 1.303         | Rittergut Friedersdorf                   | 17              |               |                                         |           |
| 21                                    | Pethau                             | 1.292         | Allodialgut Niederreutnitz               | 16              |               |                                         |           |
| 22                                    | Oberullersdorf*                    | 1.148         | Rittergut Mittelreutnitz                 | 14              |               |                                         |           |
| 23                                    | Markersdorf                        | 1.132         | Rittergut Oppelsdorf                     | 13              |               |                                         |           |
| 24                                    | Eckartsberg                        | 1.097         | Rittergut Spitzcunnersdorf               | 13              |               |                                         |           |
| 25                                    | Kleinschönau*                      | 1.057         | Rittergut Niederleuba                    | 11              |               |                                         |           |
| 26                                    | Wittgendorf                        | 1.050         | Vorwerk Reichenau (klösterlicher Anteil) | 11              |               |                                         |           |
| 27                                    | Königshain                         | 1.040         | Forstrevier Rohnau                       | 11              |               |                                         |           |
| 28                                    | Hartau                             | 1.007         | Forstrevier Oybin                        | 9               |               |                                         |           |
| 29                                    | Mittelweigsdorf*                   | 953           | Forstrevier Hartau                       | 8               |               |                                         |           |
| 30                                    | Türchau*                           | 891           | Forstrevier Olbersdorf                   | 6               |               |                                         |           |
| 31                                    | Altstadt                           | 814           | Forstrevier Königsholz                   | 4               |               |                                         |           |
| 32                                    | Friedersdorf*                      | 803           | Rittergüter Oberleutersdorf II und III   | 1               |               |                                         |           |
| 33                                    | Oybin                              | 784           | Gut Hirschfelde                          | 0               |               |                                         |           |
| 34                                    | Lichtenberg*                       | 731           | Forstrevier Lichtenberg-Türchau          | 0               |               |                                         |           |
| 35                                    | Oberherwigsdorf                    | 701           | Forstrevier Lückendorf                   | 0               |               |                                         |           |
| 36                                    | Schlegel                           | 662           | Rittergut Neuleutersdorf                 | 0               |               |                                         |           |
| 37                                    | Rusdorf*                           | 583           | Rittergut Oberwanscha                    | 0               |               |                                         |           |
| 38                                    | Oberweigsdorf*                     | 575           | Rittergut Rosenthal                      | 0               |               |                                         |           |
| 39                                    | Reutnitz                           | 572           | Rittergut Seifhennersdorf                | 0               |               |                                         |           |
| 40                                    | Dornhennersdorf*                   | 552           | Forstrevier Waltersdorf-Großschönau      | 0               |               |                                         |           |
| 41                                    | Leuba                              | 537           | Forstrevier Wittgendorf                  | 0               |               |                                         |           |
| 42                                    | Grunau*                            | 529           |                                          |                 |               |                                         |           |
| 43                                    | Schönfeld*                         | 521           |                                          |                 |               |                                         |           |
| 44                                    | Neuleutersdorf                     | 510           |                                          |                 |               |                                         |           |
| 45                                    | Burkersdorf                        | 501           |                                          |                 |               |                                         |           |
| 46                                    | Rohnau*                            | 474           |                                          |                 |               |                                         |           |
| 47                                    | Blumberg*                          | 457           |                                          |                 |               |                                         |           |
| 48                                    | Neuhörnitz                         | 456           |                                          |                 |               |                                         |           |
| 48                                    | Rosenthal                          | 456           |                                          |                 |               |                                         |           |
| 50                                    | Seitendorf (Zittauer Anteil)*      | 433           |                                          |                 |               |                                         |           |
| 51                                    | Gießmannsdorf*                     | 430           |                                          |                 |               |                                         |           |
| 52                                    | Klosterfreiheit                    | 427           |                                          |                 |               |                                         |           |
| 53                                    | Lückendorf                         | 380           |                                          |                 |               |                                         |           |
| 54                                    | Großporitsch*                      | 356           |                                          |                 |               |                                         |           |
| 55                                    | Wanscha*                           | 256           |                                          |                 |               |                                         |           |
| 56                                    | Oppelsdorf*                        | 240           |                                          |                 |               |                                         |           |
| 57                                    | Trattlau*                          | 232           |                                          |                 |               |                                         |           |
| 58                                    | Sommerau*                          | 211           |                                          |                 |               |                                         |           |
| 59                                    | Radgendorf                         | 182           |                                          |                 |               |                                         |           |
| 60                                    | Drausendorf                        | 160           |                                          |                 |               |                                         |           |
| 61                                    | Zittel*                            | 156           |                                          |                 |               |                                         |           |
| 62                                    | Scharre*                           | 109           |                                          |                 |               |                                         |           |
| * heute in Polen (ggf. unvollständig) |                                    |               |                                          |                 |               |                                         |           |

### 1939
Gemeinden der Amtshauptmannschaft Zittau mit mehr als 2.000 Einwohnern (Stand 1939):
| Gemeinde         | Einwohner |
| ---------------- | --------- |
| Großschönau      | 7.093     |
| Hainewalde       | 2.744     |
| Hirschfelde      | 3.033     |
| Leutersdorf      | 3.489     |
| Niederoderwitz   | 3.907     |
| Olbersdorf       | 5.896     |
| Ostritz          | 3.871     |
| Reichenau        | 6.782     |
| Seifhennersdorf  | 7.850     |
| Seitendorf       | 2.637     |
| Spitzkunnersdorf | 2.167     |

Alle Städte und Gemeinden (1939) der Amtshauptmannschaft Zittau alphabetisch sortiert (* nach 1945 zu Polen gehörend):

Bertsdorf,
Blumberg*,
Burkersdorf,
Dittelsdorf,
Dornhennersdorf*,
Drausendorf,
Eckartsberg,
Friedersdorf*,
Gießmannsdorf*,
Großschönau,
Grunau*,
Hainewalde,
Hartau,
Hirschfelde,
Hörnitz,
Jonsdorf,
Kleinschönau*,
Königshain*,
Leuba,
Leutersdorf,
Lichtenberg*,
Lückendorf,
Marienthal,
Markersdorf*,
Mittelherwigsdorf,
Niederoderwitz,
Oberherwigsdorf,
Oberseifersdorf,
Oberullersdorf*,
Olbersdorf,
Oppelsdorf*,
Ostritz,
Oybin,
Pethau,
Radgendorf,
Reibersdorf*,
Reichenau*,
Reutnitz*,
Rohnau*,
Rosenthal,
Schlegel,
Schönfeld*,
Seifhennersdorf,
Seitendorf*,
Sommerau*,
Spitzkunnersdorf,
Trattlau*,
Türchau*,
Waltersdorf,
Wanscha*,
Weigsdorf*,
Wittgendorf.